# Megakariocyt

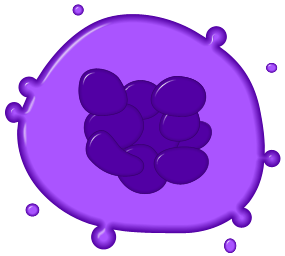
Schematyczna ilustracja megakariocytu

Megakariocyt – duża komórka szpiku kostnego, o średnicy 50–100 μm, w wyniku fragmentacji której powstają trombocyty (płytki krwi).
Megakariocyt jest dojrzałą komórką układu płytkowego linii mieloidalnej komórek macierzystych krwiotworzenia. Posiada wielopłatowe, poliploidalne jądro. Częstym zjawiskiem jest kariogamia bez podziału cytoplazmy, co prowadzi do zwielokrotnienia materiału genetycznego w obrębie karioplazmy. W kwasochłonnej cytoplazmie posiada liczne ziarnistości azurochłonne.